# Scipion-César-Alexandre-Napoléon Chanal
Scipion-César-Alexandre-Napoléon Chanal, francoski general, * 1885, † 1964.